# Archytas australis
Archytas australis är en tvåvingeart som först beskrevs av Macquart 1855.  Archytas australis ingår i släktet Archytas och familjen parasitflugor. Inga underarter finns listade i Catalogue of Life.